# ماتاریکی (فیلم)
ماتاریکی یک فیلم درام نیوزلندی محصول ۲۰۱۰ است که در اوتارا (در جنوب اوکلند) اتفاق می‌افتد. این فیلم از طریق پنج داستان درهم‌تنیده روایت می‌شود که همگی در روزهای منتهی به ظهور ماتاریکی اتفاق می‌افتند. این فیلم دارای زبان‌های مختلفی از جمله انگلیسی، مائوری، توکلاوایی، ساموایی و کانتونی است. این اولین فیلم برای بازیگران سوزانا تانگ و جیسون وو است. بودجه فیلم توسط کمیسیون فیلم نیوزلند تأمین شده‌است.